# Bibliai személyek listája
Ez a szócikk kizárólag a Wikipédián szócikkel rendelkező ó- és újszövetségi bibliai személyek listáját tartalmazza. A lista nem tartalmazza a Bibliában szereplő istenségeket (vagy természetfölötti lényeket), sem a fiktív, vagy a később kitalált, vagy a szövegből egyértelműen nem adatolható személyeket. 
| Ábécé szerinti tartalomjegyzék                                                                           |
| --- |
| A, Á B C Cs D Dz Dzs E, É F G Gy H I, Í J K L Ly M N Ny O, Ó Ö, Ő P Q R S Sz T Ty U, Ú Ü, Ű V W X Y Z Zs |

## A
- Abdiás próféta – kispróféták egyike
- Abimelek
- Abjátár
- Aggeus próféta – kispróféták egyike
- András apostol – a 12 apostol egyike, Péter apostol testvére
- Angyal
- Apostol
A 12 apostol: Péter ·  András ·  Idősebb Jakab ·  János ·  Fülöp ·  Bertalan ·  Máté ·  Tamás ·  Ifjabb Jakab ·  Simon ·  Júdás ·  Iskarióti Júdás
- Assur-ah-iddína – az Asszír Birodalom uralkodója

## Á
- Ábel (Ádám fia)
- Ábrahám (Terah fia)
- Ádám és Éva – az első emberpár, Isten teremtményei
- Akháb – Izrael királya
- Ámosz (Ámós) – a kispróféták egyike
- Áron – főpap, Mózes testvére

## B
- Baál
- Báruk próféta
- Belzebub
- Bertalan apostol – a 12 apostol egyike
- Bél-sar-uszur
- Bilha
- Bukott angyal

## C
- Cidkija júdai király

## D
- Dániel próféta
- Dávid zsidó király
- Démon

## E, É
- Efraim - József fia
- Éla
- Elizeus próféta
- Emmauszi tanítványok
- Énok (Járed fia)
- Énok (Káin fia)
- Énok (Midián fia)
- Énok (Rúben fia)
- Énos (Sét fia)
- Erzsébet (Keresztelő Szent János anyja)
- Eszter
- Evangélisták – a négy evangélium írói, János, Lukács, Márk és Máté,
- Esdrás (Ezra)
- Ezékiel próféta
- Ézsaiás próféta  (Isaiás, Izajás)
- Ézsau – Izsák fia

## F
- Farizeusok – zsidó vallási irányzat követői
- Főangyal
- Fülöp apostol – a 12 apostol egyike

## G
- Gábriel arkangyal
- Gamáliel (pátriárkák)
- Góliát

## H
- Habakuk próféta – kispróféták egyike
- Hadad (isten)
- Hágár
- Haggaj próféta (Aggeus)
- Heródes – Júdea királya, a Római Birodalom helytartója
- Heródiás
- Hósea próféta – kispróféták egyike

## I
- Illés próféta – a főbb próféták egyike
- Irgalmas szamaritánus
- Isbák
- Szent István (vértanú)
- Izajás
- Izmael (Ábrahám fia)
- Izsák (Ábrahám fia)

## J
- Jáfet (Noé fia)
- Idősebb Jakab apostol – a 12 apostol egyike, Zebedeus fia
- Ifjabb Jakab apostol – a 12 apostol egyike, Alfeus fia
- Jakab - Jézus 3. hírvivője
- Jakab, az Úr testvére
- Jákob
Jákob fiai: Rúben  ·  Simeon  ·  Lévi  ·  Júda  ·  Dán  ·  Naftali  ·  Gád  ·  Áser  ·  Izsakhár  ·  Zebulon  ·  József ·  Benjámin
- János evangélista – a 12 apostol egyike, Jakab testvére
- Keresztelő János – Zakariás fia, Jézus anyai nagybátyja
- Jeremiás próféta – a négy próféta egyike
- Jézus – (Názáreti Jézus, Jézus Krisztus)
- JHVH – (Jehova, Jahve) az Ószövetségben a Teremtő neve
- Jóél próféta  – kispróféták egyike
- Jób, az azonos című könyv főszereplője
- Joksán
- Jónás próféta – kispróféták egyike
- Arimathiai József
- József (Jákob fia)
- József (Jézus nevelőapja)
- Józsué, honfoglalás kori vezető
- Júda – Jákob fia
- Júdás apostol – (Tádé) a 12 apostol egyike, Jakab testvére
- Iskarióti Júdás – a 12 apostol egyike

## K
- Káin – Ádám és Éva gyermeke, testvérét Ábelt meggyilkolja.
- Kajafás-Kaifás
- Kám (Noé fia)
- Keresztelő János
- Kerub
- Ketúrá
- I. Khsajársá perzsa király
- kispróféták – 12 próféta, a kisebb terjedelmű írások szerzői
A 12 kispróféta: Hóseás, Jóel, Ámós, Abdiás, Jónás, Mikeás, Náhum, Habakuk, Sofóniás, Aggeus, Zakariás és Malakiás
- Kohaniták
- Kórah
- II. Kurus perzsa király (Kürosz, Cyrus, Cirrusz)

## L
- Lévi
- Léviták
- Lót (Ábrahám unokaöccse)
- Lukács evangélista

## M
- Mahlon és Kiljon
- Malakiás próféta – kispróféták egyike
- Manassze (Manassé) - József fia
- Mánóah
- Mária (Jézus anyja)
- Mária Magdolna
- Márk evangélista
- Máté evangélista – (Máté, a vámszedő) a 12 apostol egyike
- Matuzsálem
- Melkart
- Médán
- Midián (Ábrahám fia)
- Mihály arkangyal
- Mikeás próféta – kispróféták egyike
- Moloch
- Mózes – a zsidó vallás legnagyobb prófétája

## N
- Náhum próféta
- II. Nabú-kudurri-uszur babiloni király (Nebukadneccár, Nabukodonozor)
- Napkeleti bölcsek – Jézus születésére igyekvő három királyok, Gáspár, Menyhért, Boldizsár
- Nehemjá (Nehémiás)
- Nimród (király)
- Noé – Lámek fia, az özönvizet a családjával túlélő pátriárka
Noé fiai: Sém, Kám (Khám, Hám), Jáfet

## O
- Onán

## P
- Pál apostol – a tizenharmadik apostol
- pátriárka – Ószövetségi ősatya
- Péter apostol – (Simon Péter) a 12 apostol egyike, (András apostol testvére)
- Próféta
Fő próféták: Mózes · Sámuel · Illés · Elizeus · Ézsaiás · Jeremiás · Ezékiel · Dániel · A kispróféták

## Q
- Quintus Pontius Pilatus –Júdea helytartója

## R
- Rebeka – Izsák felesége
- Roboám (júdai király)
- Rúben – Jákob fia
- Rúth

## S
- Sába királynője
- Salamon zsidó király
- Sámson (bíró)
- Sámuel próféta
- Sára – Ábrahám felesége
- Sátán
- Saul (király)
- Saul, a későbbi Pál apostol
- Sém
- Sét
- Simeon – Jákob fia
- Simon apostol – (Kánai Simon) a 12 apostol egyike
- Súah
- V. Sulmánu-asarídu (Szalmanasszár)

## Sz
- Szadduceusok
- Szentháromság
- Szentlélek
- Szeráf
- Szín-ahhé-eríba (Szennahérib, Sénakhérib)
- Szofoniás próféta – kispróféták egyike
- Szűz Mária – Jézus anyja

## T
- Tamás apostol – a 12 apostol egyike
- Terah (Táré) – Ábrahám atyja

## X
- I. Xerxész perzsa király

## Z
- Zakariás – Keresztelő János apja
- Zakariás próféta – kispróféták egyike
- Zilpa
- Zimrán – Ábrahám fia
- Zimri
- Zorobábel (Zerubbábel)

## Külső hivatkozások
- en:Lists of Jews
- en:List of Biblical names
- en:List of Jewish Biblical figures
- en:List of major Biblical figures
- en:List of minor Biblical figures
- en:List of names for the Biblical nameless
- en:List of Biblical figures identified in extra-Biblical sources
- en:List of persons in both the Bible and the Qur'an
- en:List of minor Biblical tribes
- en:Category:Hebrew Bible people